# José Ignacio Vergara
José Ignacio Vergara Urzúa (Talca 31 juli 1837 - Santiago 8 mei 1889) was een Chileens politicus en onderwijsman.
Op 30 oktober 1863 voltooide hij zijn studie aan de Universiteit van Chili met een ingenieurstitel. Hij was nadien oprichter van het meteorologisch instituut en in 1865 werd hij directeur van het observatorium van Santiago. 
Van 1867 tot 1870 en van 1882 tot 1885 was hij lid van de Kamer van Afgevaardigden en daarna tot zijn overlijden van de Senaat. Hij was van 1883 tot 1885 minister van Justitie, Onderwijs en Eredienst en van 1885 tot 1886 minister van Binnenlandse Zaken onder president Domingo Santa María.
Vergara, die hoogleraar astronomie was, werd op 29 juli 1888 werd hij gekozen tot rector van de Universiteit van Chili, een functie die hij vanwege zijn verslechterende gezondheid maar korte tijd vervulde. Hij overleed op 8 mei 1889 in Santiago.